# Stefan Meller
Stefan Meller (Lyon, 1942. július 4. - Varsó, 2008. február 4.)  lengyel diplomata, akadémikus. Lengyelország külügyminisztere volt 2005. október 31. és 2006. május 9. között  Kazimierz Marcinkiewicz kormányában. Lemondott hivataláról.

## Életpályája
Zsidó családban született. A Varsói Egyetem történelemtudományi karán végzett. Bölcsészprofesszor volt, majd a Lengyel Nemzetközi Ügyek Intézetébe került. Egyidejűleg ő volt a Mówią Wieki című lengyel havilap főszerkesztője. 1974 és 1992 között a Varsói Egyetemen, az Állami Felső Színjátszó Iskolában és a Varsói Társadalomtudományi Iskolában dolgozott. Korábban Franciaországban illetve Oroszországban volt nagykövet.
Lemondott  miniszteri posztjáról, miután a Jog és Igazságosság Pártja koalíciót kötött a Samoobronával.

## Művei
Kutatási területe főként a 18. - 19. századi francia történelem volt. Egy könyvet publikált a nagy francia forradalomról. 
Két verseskötete jelent meg. 